# Maison du colonel Elezović
La maison du colonel Elezović (en serbe cyrillique : Кућа пуковника Елезовића ; en serbe latin : Kuća pukovnika Elezovića) est située à Belgrade, la capitale de la Serbie, dans la municipalité urbaine de Vračar. Construite en 1927, elle est inscrite sur la liste des monuments culturels protégés de la république de Serbie (identifiant no SK 2007) et sur la liste des biens culturels de la ville de Belgrade.

## Présentation

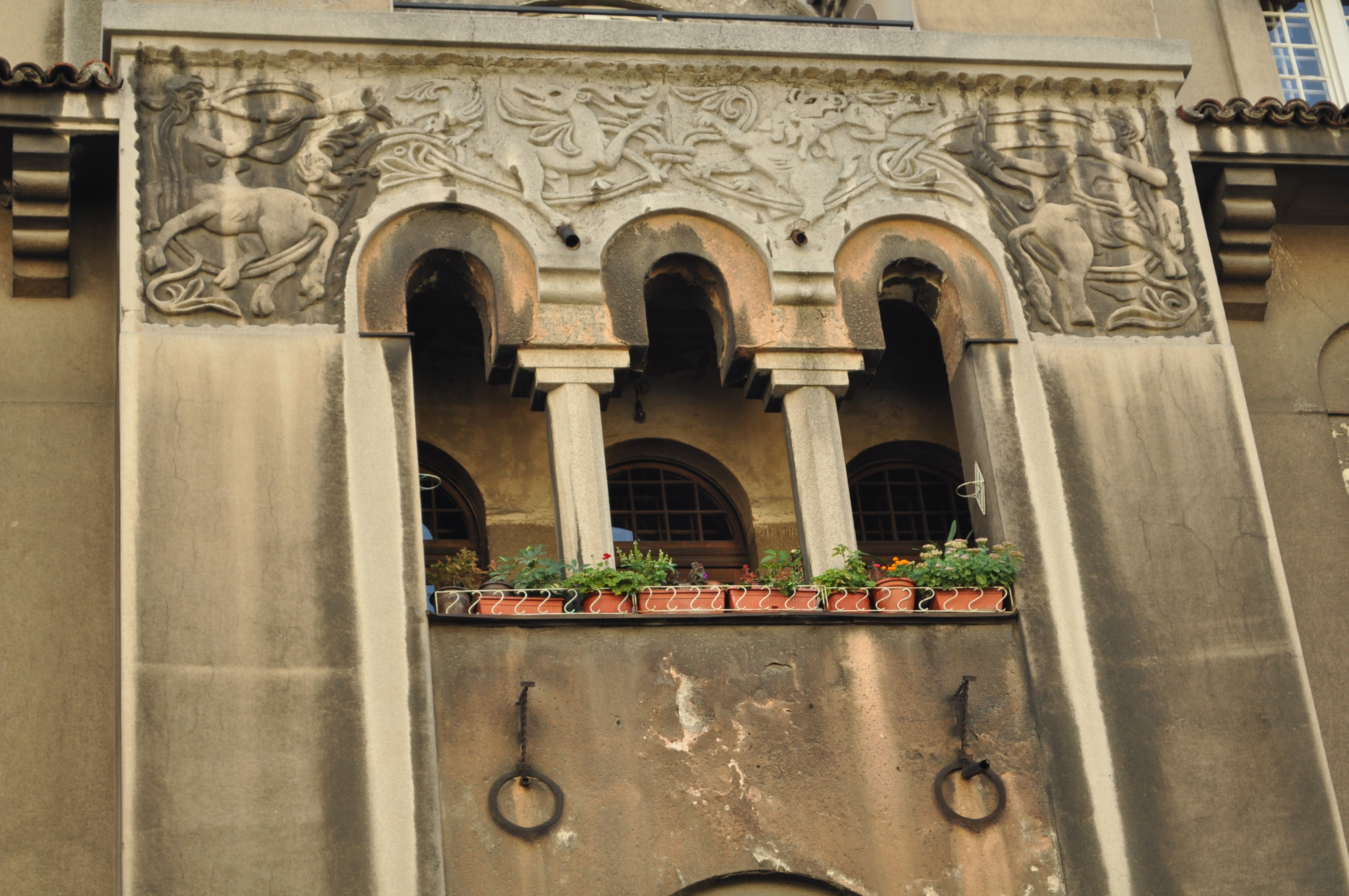
Détail de la façade.

La maison du colonel Elezović, située 20 rue Njegoševa, est un immeuble de rapport construit en 1927 selon un projet d'Aleksandar Deroko. Dessiné dans un style serbe monumental, il se caractérise en fait par son éclectisme. L'entrée monumentale est surmontée par une arcade, tout comme les fenêtres des étages, qui révèlent une influence du style serbo-byzantin. En revanche, la forme des fenêtres du rez-de-chaussée et de l'attique, de même que les pilastres qui traversent la corniche principale sont caractéristiques du style Sécession. Les bas-reliefs de la façade sont une réinterpétation de motifs médiévaux. Au-dessus des arches de la loggia, un bas relief a été créé par le sculpteur Živojin Lukić.
Le bâtiment, dans son ensemble, possède une grande valeur architecturale, culturelle et historique. Créé à une époque où l'architecture de Belgrade était dominée par l'académisme et le modernisme, la maison du colonel Elezović constitue un des exemples de style national serbe rénové.